# Annay-la-Côte
Annay-la-Côte – miejscowość i gmina we Francji, w regionie Burgundia-Franche-Comté, w departamencie Yonne.
Według danych na rok 1990 gminę zamieszkiwało 340 osób, a gęstość zaludnienia wynosiła 26 osób/km² (wśród 2044 gmin Burgundii Annay-la-Côte plasuje się na 577. miejscu pod względem liczby ludności, natomiast pod względem powierzchni na miejscu 744.).